# Association sportive de Djerba
 (juin 2023).
Si vous disposez d'ouvrages ou d'articles de référence ou si vous connaissez des sites web de qualité traitant du thème abordé ici, merci de compléter l'article en donnant les références utiles à sa vérifiabilité et en les liant à la section « Notes et références ».
Maillots
L'Association sportive de Djerba (arabe : الجمعية الرياضية بجربة), plus couramment abrégé en AS Djerba, est un club tunisien de football fondé en 1946 et basé dans la ville de Houmt Souk sur l'île de Djerba.
L'ASD joue au stade de Houmt Souk qui a une capacité de 12 000 places.

## Histoire
Il a souvent fait partie de la Ligue II et a l'occasion de jouer en Ligue I en 2000-2001, 2002-2003 et 2014-2015 mais il échoue à chaque fois à se maintenir parmi l'élite.

## Écusson

Logo ancien.
Logo actuel.

## Bilan enLigue I
| Saison    | Classement | Joués | Gagnés | Nuls | Perdus | B.P. | B.C. | Meilleurs buteurs                                   |
| --------- | ---------- | ----- | ------ | ---- | ------ | ---- | ---- | --------------------------------------------------- |
| 2000-2001 | 11/12      | 22    | 5      | 4    | 13     | 24   | 37   | Zoubeir Essefi (5) et Armand Dadi (4)               |
| 2002-2003 | 11/12      | 22    | 5      | 3    | 14     | 21   | 41   | Bruno Zita (5), Walid Chettaoui et Ben Ouannes (4)  |
| 2014-2015 | 16/16      | 30    | 4      | 5    | 21     | 23   | 56   | Hédi Bourkhis (6), Ouael Ben Romdhane (4)           |
| Total     | -          | 74    | 14     | 12   | 48     | 68   | 136  | Hédi Bourkhis (6), Bruno Zita et Zoubeir Essefi (5) |

## Entraîneurs
- 1960-1961 : Mohamed Jebnoun
- 1961-1962 : Ali Miloud
- 1962-1963 : Mohamed Jebnoun
- 1963-1964 : Ammar Nahali
- 1966-1968 : Hédi Braiek
- 1969-1970 : Ahmed Msallem
- 1971-1973 : Noureddine Diwa
- 1973-1974 : Khaled Gharbi
- 1974-1977 : Tahar Bellamine
- 1977-1978 : Medenic[Qui ?] puis Mokhtar Soudani
- 1978-1979 : Ali Rached
- 1979-1981 : Hassen Bejaoui
- 1981-1982 : Mohamed El Abed
- 1982-1984 : Vladimir Fedine
- 1984-1985 : Vladimir Fedine puis Hassen Bejaoui
- 1985-1986 : Montès[Qui ?] puis Ahmed Alaya
- 1986-1987 : Ahmed Alaya puis Ali Chabbouh
- 1987-1988 : Ferid Laaroussi
- 1988-1989 : Ali Rached puis Hafedh Kadhi
- 1989-1990 : Vassil Romanov puis Hafedh Kadhi
- 1990-1991 : Hassen Bejaoui
- 1991-1992 : Hassen Bejaoui puis Foued Hamrouni puis Hafedh Kadhi
- 1992-1993 : Mohsen Ayari
- 1993-1994 : Mohsen Ayari puis Hassen Bejaoui
- 1994-1995 : Habib Jerbi
- 1995-1997 : Ezzedine Khemila[1]
- 1997-1998 : Ali Chabbouh puis Mohamed Henkouche puis Nicholas[Qui ?]
- 1998-1999 : Mondher Kebaier[1]
- 1999-2000 : Mohamed Henkouche puis Youssef Seriati
- 2000-2001 : Mustapha Hedna puis Mokhtar Tlili[1]
- 2001-2002 : Jalel Kadri
- 2002-2003 : Jalel Kadri puis Kamel Chebli puis Nicholas[Qui ?]
- 2003-2004 : Hakim Braham puis Skander Kasri
- 2004-2005 : Mohamed Henkouche puis Jalel Kadri
- 2005-2006 : Fethi Haj Ismaïl puis Lassaâd Maâmar (en)[1] puis Mondher Bouzommita
- 2006-2007 : Fethi Haj Ismaïl puis Mourad Gharbi puis Kamel Boughzala
- 2007-2008 : Taoufik Korichi puis Chaker Meftah puis Mohamed Henkouche
- 2008-2009 : Fethi Haj Ismaïl
- 2010-2013 : Zoubeir Boughnia
- 2013-2014 : Samir Jouili[1]
- 2014-2015 : Abdelhay Ben Soltane puis Wadii Werchani puis Noureddine Bourguiba puis Wadii Werchani[1]
- 2015-2016 : Houcine Ben Sedrine
- 2016-2017 : Maher Guizani[1] puis Skander Hamrouni puis Chokri Bejaoui[1]
- 2017-? : Arbi Hichri